# Система оповещения и управления эвакуацией людей при пожаре
Система оповещения и управления эвакуацией людей при пожаре (СОУЭ) — комплекс организационных мероприятий и технических средств, предназначенных для своевременной передачи информации о возникновении пожара и путях эвакуации, а также для обеспечения безопасной эвакуации людей при пожаре путём включения технических средств, предотвращения паники. СОУЭ приводится в действие командным импульсом автоматических установок системы обнаружения пожара или диспетчером по сигналам автоматических установок системы обнаружения пожара (полуавтоматическое управление).
Ложное срабатывание СОУЭ может привести к нарушению жизнедеятельности большого количества людей, находящихся в здании, что само по себе является чрезвычайной ситуацией.
В СССР до 1985 года требовалось оснащать объекты средствами извещения или сигнализации о пожаре, в дальнейшем формулировка сменилась на оповещение людей и (или) сигнализацией о пожаре.

## Классификация
В зависимости от способа оповещения, деления здания на зоны оповещения и других характеристик СОУЭ подразделяется на 5 типов. Выбор типа СОУЭ осуществляется в зависимости от функционального назначения здания (сооружения), вместимости (числа мест), числа посетителей, площади пожарного отсека, этажности, категории здания по взрывопожарной и пожарной опасности в соответствии с таблицей 2 СП 3.13130.2009.
1 тип:
- способы оповещения: звуковой (сирена, тонированный сигнал и др.), световой (световые мигающие оповещатели, световые оповещатели «Выход»).

2 тип:
- способы оповещения: звуковой, световой (световые мигающие оповещатели, световые оповещатели «Выход», эвакуационные знаки пожарной безопасности, указывающие направление движения).

3 тип:
- способы оповещения: звуковой, речевой (передача специальных текстов), световой (световые мигающие оповещатели, световые оповещатели «Выход», эвакуационные знаки пожарной безопасности, указывающие направление движения);
- разделение здания на зоны пожарного оповещения;
- обратная связь зон пожарного оповещения с помещением пожарного поста-диспетчерской.

4 тип:
- способы оповещения: звуковой, речевой, световой (световые мигающие оповещатели, световые оповещатели «Выход», эвакуационные знаки пожарной безопасности, указывающие направление движения, световые оповещатели, указывающие направление движения людей, с изменяющимся смысловым значением);
- разделение здания на зоны пожарного оповещения;
- обратная связь зон пожарного оповещения с помещением пожарного поста-диспетчерской;
- возможность реализации нескольких вариантов эвакуации из каждой зоны пожарного оповещения.

5 тип:
- способы оповещения: звуковой, речевой, световой (световые мигающие оповещатели, световые оповещатели «Выход», эвакуационные знаки пожарной безопасности, указывающие направление движения, световые оповещатели, указывающие направление движения людей, с изменяющимся смысловым значением);
- разделение здания на зоны пожарного оповещения;
- обратная связь зон пожарного оповещения с помещением пожарного поста-диспетчерской;
- возможность реализации нескольких вариантов эвакуации из каждой зоны пожарного оповещения;
- координированное управление из одного пожарного поста-диспетчерской всеми системами здания, связанными с обеспечением безопасности людей при пожаре.